# Natuba
Natuba là một đô thị thuộc bang Paraíba, Brasil. Đô thị này có diện tích 192,166 km², dân số năm 2007 là 9777 người, mật độ 50,9 người/km².